# Гвинеја Бисао на Олимпијским играма
Гвинеја Бисао се први пут појавила на Олимпијским играма 1996. године, од када је Гвинеја Бисао слала своје спортисте на све наредне одржане Летње олимпијске игре.
На Зимске олимпијске игре Гвинеја Бисао никада није слала своје представнике. Представници Гвинеје Бисао, закључно са Олимпијским играма одржаним 2012. године у Лондону, нису освојили ниједну олимпијску медаљу.
Национални олимпијски комитет Гвинеје Бисао (Comité Olímpico da Guiné‑Bissau) основан је 1992, а признат од стране Међународног олимпијског комитета 1995. године.

## Медаље

### Учешће и освојене медаље на ЛОИ
| Учешће и освојене медаље Гвинеје Бисао на ЛОИ |                     |        |      |      |        |       |        |        |        |         |
| ЛОИ                                           | Носилац заставе     | Учешће | Муш. | Жене | спорт. | Злато | Сребро | Бронза | Укупно | Пласман |
| 1996. Атланта                                 | Талата Ембало       | 3      | 3    | 0    | 2      | 0     | 0      | 0      | 0      | -       |
| 2000. Сиднеј                                  | Талата Ембало       | 3      | 2    | 1    | 2      | 0     | 0      | 0      | 0      | -       |
| 2004. Атина                                   | Леополдина Рос      | 3      | 1    | 2    | 2      | 0     | 0      | 0      | 0      | -       |
| 2008. Пекинг                                  | Аугусто Мидана      | 3      | 2    | 1    | 2      | 0     | 0      | 0      | 0      | -       |
| 2012. Лондон                                  | Аугусто Мидана      | 4      | 2    | 2    | 2      | 0     | 0      | 0      | 0      | -       |
| 2016. Рио де Жанеиро                          |                     |        |      |      |        |       |        |        |        |         |
| 2020. Токио                                   |                     |        |      |      |        |       |        |        |        |         |
| 2024. Париз                                   |                     |        |      |      |        |       |        |        |        |         |
| 2028. Лос Анђелес                             | предстојећи догађај |        |      |      |        |       |        |        |        |         |
| 2032. Бризбејн                                | предстојећи догађај |        |      |      |        |       |        |        |        |         |
| Укупно 5                                      |                     | 16     | 10   | 6    |        | 0     | 0      | 0      | 0      |         |

### Преглед учешћа спортиста и освојених медаља Гвинеје Бисао по спортовима на ЛОИ
Стање после ЛОИ 2012.
| Спорт      | Период | Период   | Укупно | Мушки | Жене |   |   |   |   |
| Спорт      | Прво   | Последње | Укупно | Мушки | Жене |   |   |   |   |
| ---------- | ------ | -------- | ------ | ----- | ---- | - | - | - | - |
| Атлетика   | 1996   | 2012     | 8      | 5     | 3    | 0 | 0 | 0 | 0 |
| Рвање      | 1996   | 2012     | 4      | 2     | 2    | 0 | 0 | 0 | 0 |
| Укупно (2) |        |          | 12     | 7     | 5    | 0 | 0 | 0 | 0 |

Разлика у горње две табеле од 4 учесника (3 мушкараца и 1 жена) настала је у овој табели јер је сваки спортиста без обриза колико је пута учествовао на играма и у колико разних дисциплина и спортова на истим играма рачунат само једном.

## Занимљивости
- Најмлађи учесник: Амарилдо Алмеида, 20 година и 134 дана Атланта 1996. атлетика
- Најстарији учесник: Талата Ембало, 36 година и 307 дана Сиднеј 2000. рвање
- Највише учешћа: 2 Талата Ембало (1996 и 2000), Anhel Cape (2000 и 2004), Амарило Алмеида (2008 и 2012) и Holder da Silva (2008 и 2012).
- Највише медаља:
- Прва медаља:
- Прво злато: -
- Најбољи пласман на ЛОИ:
- Најбољи пласман на ЗОИ: -